# Nobuko
Nobuko (信子 Nobuko?) es una película dramática japonesa de 1940 dirigida por Hiroshi Shimizu y protagonizada por Mieko Takamine y Mitsuko Miura en los papeles principales. Está basada en la novela homónima de Bunroku Shishi.

## Sinopsis
La joven profesora Nobuko comienza su nuevo trabajo en una escuela de niñas en Tokio, residiendo en casa de su tía Okei, una instructora de geishas. La directora de la escuela no solo la reprende por su fuerte acento rural, sino también por vivir en una casa de geishas, lo que se considera irreconciliable con la reputación de la escuela. Por lo que Nobuko se muda al dormitorio de la escuela como uno de los internos.
Allí se convierte en el blanco de las bromas de la alumna rebelde Eiko, y se entera de que ni los directores ni los profesores toman medidas contra ella, ya que su padre da generosas donaciones al colegio. Con el tiempo, Nobuko gana respeto y popularidad entre los estudiantes, pero Eiko mantiene su actitud irrespetuosa. Después de repetidos malos comportamientos, Nobuko ejerce un castigo colectivo sobre los alumnos, lo que conduce al aislamiento social de Eiko y a un intento de suicidio.
Mientras la vela en su lecho de enferma, Nobuko se entera por la propia Eiko que su comportamiento era solo un medio para obtener atención y afecto que no encontraba en casa. La junta escolar considera despedir a Nobuko para apaciguar al padre de Eiko, pero en lugar de eso, éste les insta a quedarse con Nobuko y tratar a su hija como a las demás chicas.

## Elenco
- Mieko Takamine como Nobuko Komiyama
- Mitsuko Miura como Eiko Hosokawa
- Chōko Iida como Okei, la tía de Nobuko
- Fumiko Okamura como Mrs. Sekiguchi, la directora
- Masami Morikawa como Mrs. Hosaka, la vicedirectora
- Eiko Takamatsu como Fusako Yoshioka, profesora
- Setsuko Shinobu como Yasuko Tezuka, profesora
- Misao Matsubara como Mrs. Matsubara, profesora
- Sachiko Mitani como Chako, una aprendiz de geisha
- Mitsuko Yoshikawa como la madrastra de Eiko
- Shin'yō Nara como Mr. Hosokawa, el padre de Eiko
- Shin'ichi Himori como un ladrón

## Recepción
Nobuko fue lanzado por la productora Shochiku en 2008 como parte de una caja de DVD dedicada al director Hiroshi Shimizu, que también contenía sus películas Niños en el viento, La torre de la introspección y Cuatro estaciones de los niños, y como DVD individual en 2013. La Cinémathèque française organizó una proyección de la película en 2020 y 2021.
La novela de Shishi fue adaptada nuevamente para la televisión japonesa en años posteriores, incluidas versiones en 1957, 1964 y 1965.